# Cordillera de Temblor
 La Cordillera de Temblor es una cordillera dentro de la Cordillera costera de California, en el extremo suroeste del Valle de San Joaquín en California en los Estados Unidos. Corre en dirección noroeste-sureste a lo largo de las fronteras del condado de Kern y el condado de San Luis Obispo. El nombre del rango proviene del español temblor, en referencia a los terremotos. La zona de la falla de San Andreas corre paralela al rango en la base de su vertiente occidental, en el lado oriental de la llanura de Carrizo, mientras que la llanura del Antílope, ubicación de los enormes campos petrolíferos Midway Sunset, South Belridge y Cymric, se encuentra al Noreste. 
Los picos dentro de la cordillera de Temblor promedian alrededor de 3500 pies (1,100 m) sobre el nivel del mar. El punto más alto es la Cumbre de McKittrick a 4,331 ft (1.320 m), ubicado en el centro del rango aproximadamente 35 mi (56 km) al oeste de Bakersfield. La cumbre en la ruta estatal 58, que cruza el rango, está a 3750 pies (1143,0 m) sobre el nivel del mar. El cruce más bajo del rango está en el paso de Polonio a 1407 pies (428,9 m) por la ruta estatal 46 en su extremo norte y está separada por la Cordillera de Diablo al norte cerca de Cholame. 

## Origen y composición

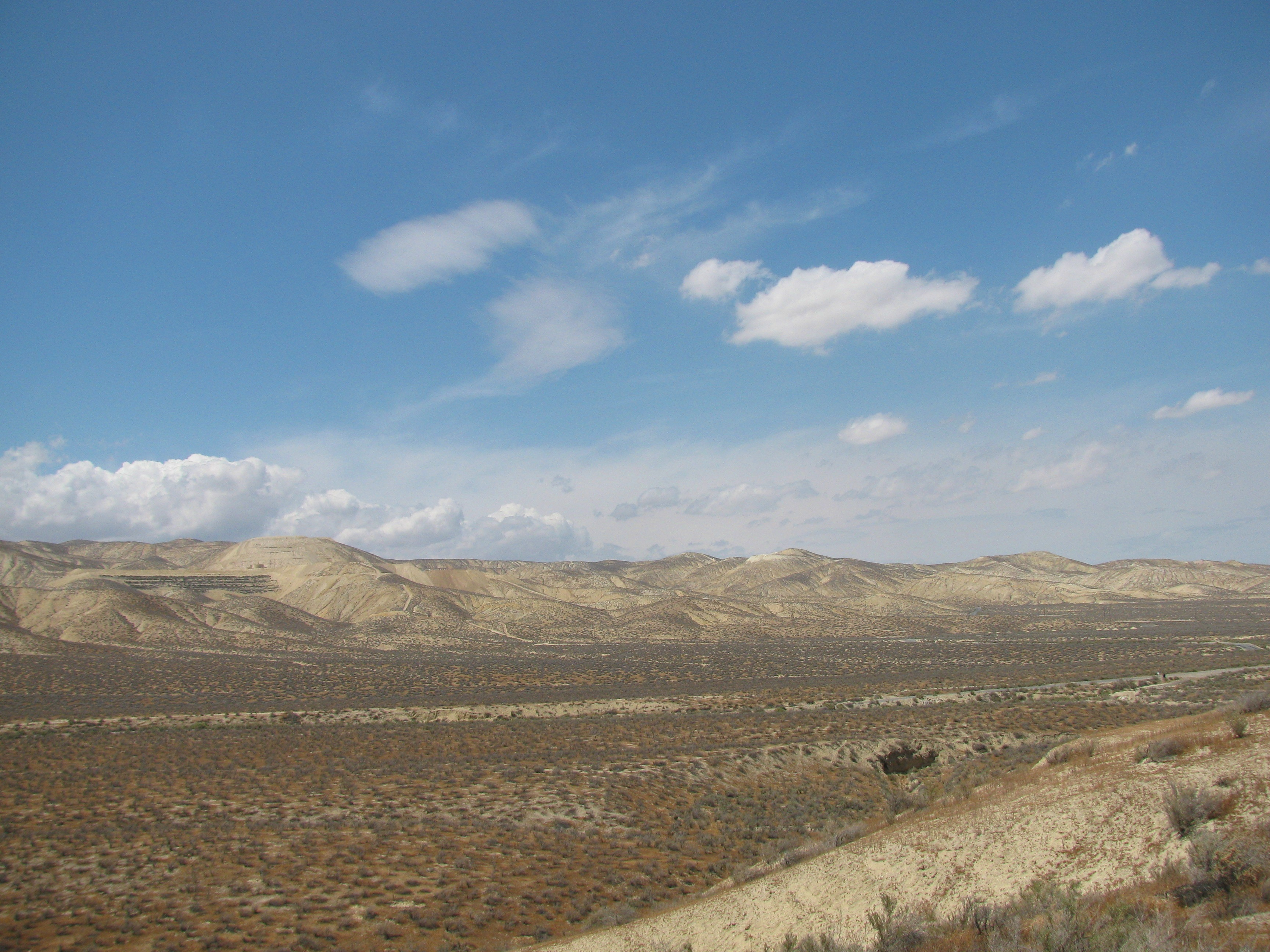
Extremo sur de la cordillera, viendo hacia el norte, desde cerca de Maricopa.

La Cordillera de Temblor y la región circundante contienen extensos afloramientos de la Formación Monterey (edad del Mioceno, alrededor de 20 a 9 millones de años). Las rocas de la formación Monterey consisten principalmente en lutitas de silicato y porcellanita (sílice derivada del plancton fósil en un entorno marino de aguas intermedias a profundas). Los fósiles y sedimentos de la Formación Monterey muestran que la región de la llanura de Carrizo era una cuenca marina con profundidades poco profundas a intermedias (las aguas marinas cubrían la región sur del Valle de San Joaquín). Sedimentos marinos de menos de 9 millones de años no se conservan en el área del Monumento Nacional de la Llanura de Carrizo, pero ocurren en toda la región de  las lomas de Kettleman (aproximadamente 60 millas (96,6 km) norte del parque). La formación Etchegoin del Plioceno contiene fósiles marinos de hasta unos 4 millones de años. Los fósiles de la Formación Etchegoin respaldan la evidencia de que las Cordilleras Costeras y la Cordillera Temblor son jóvenes, habiendo sido levantadas principalmente durante la Época del Pleistoceno (o Periodo Cuaternario) en los últimos millones de años. Gran parte de ese levantamiento continua debido a la actividad tectónica asociada con la falla de San Andreas y otros sistemas de fallas en la región.
Durante el Pleistoceno, en algún momento más reciente que hace 1.8 millones de años, un enorme bloque de la cordillera de Temblor, una franja de lutita de Monterey de más de seis millas (10 km) de largo, una milla de ancho y más de 2000 pies (609,6 m) de espesor, aproximadamente tres millas cúbicas de roca en total: se deslizó por el lado noreste de la cordillera, cubriendo una distancia de aproximadamente tres millas y descendiendo 2000 pies (609,6 m)   Este movimiento de masas cubrió completamente el campo petrolero McKittrick, dándole una geología muy inusual para un campo petrolero, ya que los depósitos de petróleo en la mayoría de los campos petroleros están en trampas estructurales o estratigráficas; Este campo está coronado por una enorme masa de roca que se alejó de la cordillera adyacente. La cordillera de Temblor está delineada desde la sierra de San Emigdio y la sierra de Santa Ynéz por la Ruta Estatal 166 en Maricopa. Este es el extremo sur de la cordillera de Temblor. La cordillera de Temblor está delineada desde la Cordillera de Diablo por el Paso de Polonio y la Ruta Estatal 46, que conectan el Valle Central y la Costa Central. Este es el extremo norte de la gama cerca de Cholame.  